# Rock Brigade
Rock Brigade è un singolo del gruppo musicale britannico Def Leppard, pubblicato nel 1980 dal loro album di debutto, On Through the Night. È stato il secondo singolo del gruppo, ed è stato pubblicato solamente negli Stati Uniti. Il lato B del singolo è When the Walls Came Tumbling Down.
Una rivista di musica rock brasiliana, così come la sua etichetta discografica controllata, prende il nome da questa canzone.

## Tracce
1. Rock Brigade
2. When the Walls Came Tumbling Down